# ОШ 8. септембар Пирот
ОШ 8. септембар Пирот је основношколска установа у Пироту. Основана је 1961. године. 

## Историјат
Школу су оформили наставници и ученици основних школа "Вук Караџић" и "Павле Крстић". Настава је првобитно извођена у школи "Вук Караџић". Нову зграду је Школа добила 1961. у насељу Сењак. У Школи у граду је одржавана осморазредна настава док је у истуреним одељењима у селима Пољска Ржана и Држина била одржавана четвороразредна настава. Коначном изградњом школске зграде 1975/76. године, сви ученици су се окупили у једној згради.
Од године 1992. рационализацијом школске мреже, школе из села Петровац, Власи, Горња Држина, Јалботина, Војнеговац, Срећковац и Чиниглавци раде под окриљем Школе.